# The Airship
The Airship  je debutové studiové album od amerického instrumentálního hudebního projektu Port Blue. Vyšlo 13. září 2007 a obsahuje 13 skladeb. Bylo složeno představitelem a tvůrcem Port Blue Adamem Youngem známého hlavně z projektu Owl City.

## Seznam skladeb
| The Airship | The Airship                      | The Airship |
| Pořadí      | Název                            | Délka       |
| ----------- | -------------------------------- | ----------- |
| 1.          | Up Ship!                         | 4:44        |
| 2.          | Over Atlantic City               | 4:51        |
| 3.          | The Grand Staircase              | 4:57        |
| 4.          | Sunset Cruiser                   | 7:30        |
| 5.          | The Axial Catwalk                | 4:25        |
| 6.          | Of The Airship Academy           | 3:33        |
| 7.          | In The Control Car               | 1:36        |
| 8.          | Under The Glass Observation Dome | 2:54        |
| 9.          | Into The Gymnasium               | 1:32        |
| 10.         | The Cargo Bay                    | 3:18        |
| 11.         | Arrival At Sydney Harbour        | 5:06        |
| 12.         | The Gentle Descent               | 1:46        |
| 13.         | At Anchor                        | 4:48        |

## Informace
Inspirací pro album byla dětská novela "Airborn" napsaná kanadským spisovatelem Kennethem Oppelem. Názvy skladem jsou tak součástí děje či nadpisů kapitol knihy. Sám Adam knihu řadí mezi desítku svých nejoblíbenějších, a to dokonce na třetí místo.
Album bylo nejdříve vydáno jen jako Pre-Production, tedy bylo neoficiálně zveřejněno na internetu. Názvy některých skladeb musely být kvůli copyrightu změněny. Také se místy objevují menší úpravy skladeb samotných.
"The Airship" je k dostání na iTunes, Spotify a bylo zveřejněno také na oficiálním účtu Port Blue Music na SoundCloudu.

## Seznam skladeb nevydaného Pre-Production alba
| The Airship Pre-Production | The Airship Pre-Production       | The Airship Pre-Production |
| Pořadí                     | Název                            | Délka                      |
| -------------------------- | -------------------------------- | -------------------------- |
| 1.                         | Up Ship!                         | 4:43                       |
| 2.                         | Over Lionsgate City              | 4:51                       |
| 3.                         | The Grand Staircase              | 4:57                       |
| 4.                         | Mr. Chen, Sailmaker              | 8:03                       |
| 5.                         | The Axial Catwalk                | 4:31                       |
| 6.                         | Of The Airship Academy           | 3:33                       |
| 7.                         | In The Control Car               | 1:39                       |
| 8.                         | Under The Glass Observation Dome | 2:54                       |
| 9.                         | The Resilient Miss Kate De Vries | 1:32                       |
| 10.                        | The Cargo Bay And Aft Hatch      | 3:18                       |
| 11.                        | Arrival At Sydney Harbour        | 5:06                       |
| 12.                        | The Gentle Descent               | 1:52                       |
| 13.                        | At Anchor                        | 4:44                       |